# Woodmere Art Museum
Woodmere Art Museum, nacházející se v Chestnut Hill ve Filadelfii, je umělecké muzeum s kolekcí maleb, tisků, soch a fotografií zaměřených na umělce z Delaware Valley (Thomas Pollock Anshutz, Severo Antonelli, Jasper Francis Cropsey (The Spirit of Peace), Daniel Garber, Edward Moran, Violet Oakley, Herbert Pullinger, Edward Willis Redfield, Nelson Shanks, Jessie Willcox Smith, Benjamin West (The Fatal Wounding of Sir Philip Sidney) a N. C. Wyeth.
Jsou zde také lunetové malby Violety Oakleyowé - The Child and Tradition, Youth and the Arts a Man and Science.

## Historie
Muzeum bylo otevřeno v roce 1940 na základě poslední vůle Charlese Knoxe Smithe (1845–1916), podnikatele s ropou a uhlím. Narodil se v Kensingtonu a začal svou kariéru od píky.
Smithova umělecká sbírka se stala základem muzea. Sídlí v jeho viktoriánském domě, Woodmeru, ke kterému přistavěl rozlehlé výstavní prostory.

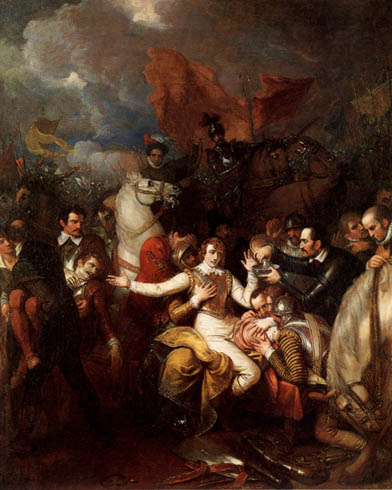
The Fatal Wounding of Sir Philip Sidney (1805), Benjamin West
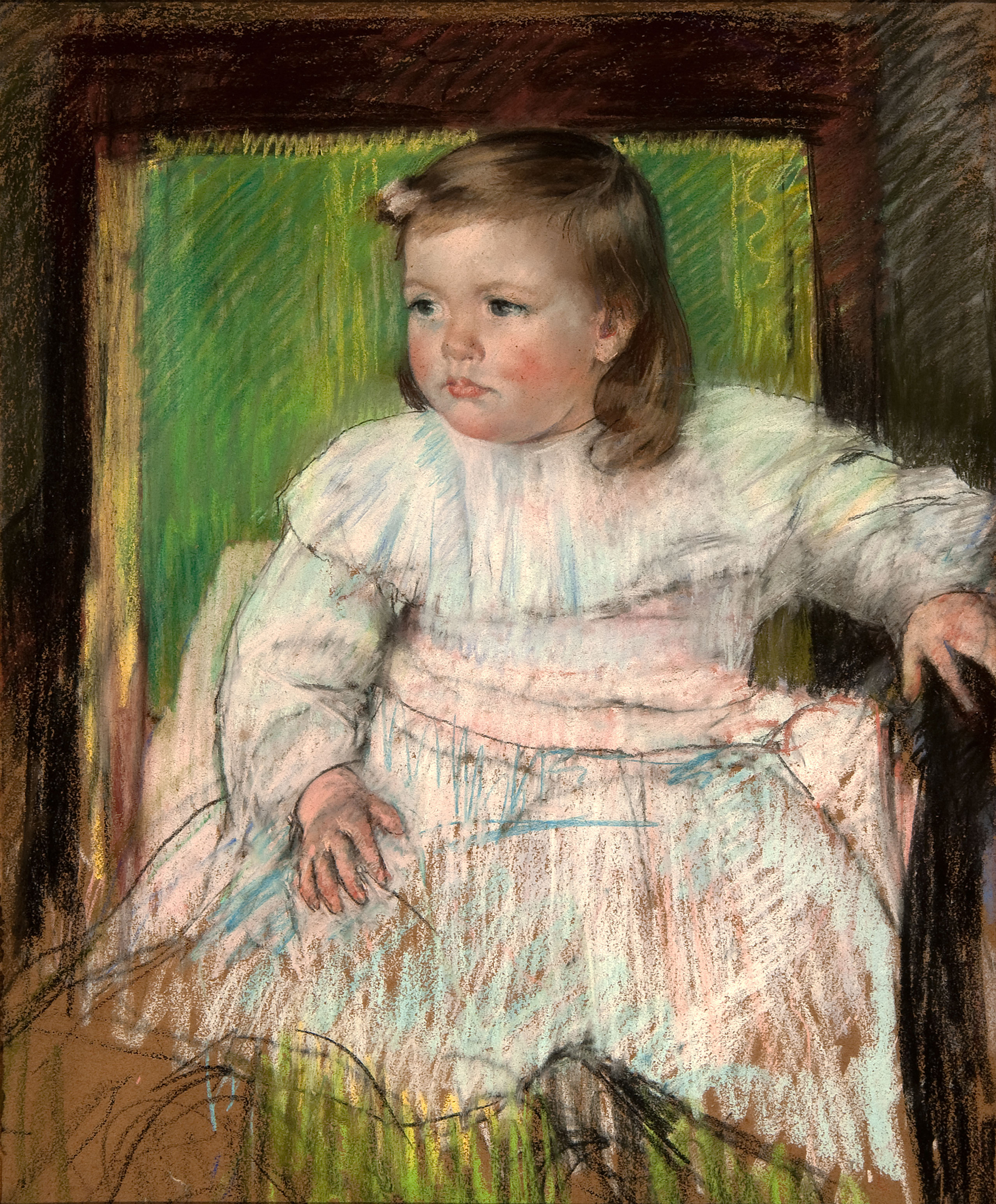
The Pink Sash, Mary Cassatt
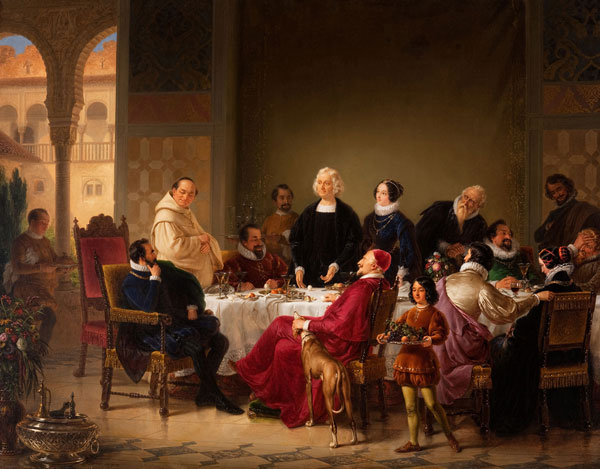
Columbus and the Egg, Johann Geyer